# Piotr Simonow
Piotr Simonow ros.: Пётр Фомич Симонов (ur. 1883 w guberni saratowskiej, zm. 1934 w Moskwie) – radziecki dyplomata, w latach 1918-1921 konsul ZSRR w Australii.
Był członkiem Socjaldemokratycznej Partii Robotniczej Rosji. Z powodu swej rewolucyjnej działalności w 1912 wyemigrował do Australii, gdzie od 1917 był redaktorem gazety «Рабочая жизнь», wydawanej w języku rosyjskim.
Od stycznia 1918 do września 1921 był konsulem generalnym Rosyjskiej Federacyjnej Socjalistycznej Republiki Radzieckiej w Australii, jednym z pierwszych radzieckich dyplomatów.
Po odwołaniu z misji dyplomatycznej powrócił do ZSRR, do Moskwy, gdzie pracował w Narkomacie (odpowiednik ministerstwa) spraw zagranicznych.